# Come le foglie (film 1916)
Come le foglie è un film del 1916 diretto da Gennaro Righelli.